# نادي بعقوبة
نادي بعقوبة الرياضي هو فريق كرة قدم عراقي مقره في بعقوبة، ديالى، يلعب في الدوري العراقي الدرجة الثالثة.

## روابط خارجية
- نادي بعقوبة على Goalzz.com
- أندية العراق - تواريخ التأسيس